# Toyone (Aichi)
Toyone (豊根村 Toyone-mura?) es una villa localizada en la prefectura de Aichi, Japón. En octubre de 2019 tenía una población estimada de 1.031 habitantes y una densidad de población de 6,61 personas por km². Su área total es de 155,88 km².

## Geografía

### Localidades circundantes
- Prefectura de Aichi
  - Shitara
  - Tōei
- Prefectura de Nagano
  - Anan
  - Neba
  - Tenryū
  - Urugi
- Prefectura de Shizuoka
  - Hamamatsu

## Demografía
Según los datos del censo japonés, esta es la población de Toyone en los últimos años.
| 1995  | 2000  | 2005  | 2010  | 2015  |
| ----- | ----- | ----- | ----- | ----- |
| 1.722 | 1.629 | 1.517 | 1.336 | 1.135 |